# Ana Diaz
Ana Gabriela Esmeralda Diaz Molina, född 7 juni 1977 i Västerås, är en svensk artist, låtskrivare, kompositör och musikproducent. Hon har nominerats till två Grammisar.

## Biografi
Ana Diaz växte upp med finskfödd mor och venezuelansk far på Bäckby i Västerås, där hon tidigt utvecklade intresset för musik. Hon gick i musikklass på Fryxellska skolan i Västerås. Diaz farföräldrar är ifrån Malagaprovinsen i Spanien och levde som turnerande musiker och kompositörer.
År 2000 flyttade Diaz till USA. Efter många år i Seattle och Detroit återvände hon 2004 en kortare period till Stockholm.
Hon studerade musikproduktion 2004–2005 på Kulturama och medverkade även 2007 som artist med låten "Waiting for Ben" på DN På stan:s cd Pophopp 2007. 2007–2009 bodde Diaz i Australien. Efter en tid av mycket sökande, ströjobb, depressionsproblem och med siktet inställt på en tandläkarutbildning blev hon 2010 kontrakterad som låtskrivare till musikförlaget Sony/ATV Music Publishing. Diaz hoppade av utbildningen och påbörjade istället en intensiv period som internationell låtskrivare i Stockholm, Nashville, London, Los Angeles.
Diaz har samarbetat med och skrivit låtar till utländska artister som Britney Spears, One Direction, Christina Grimmie, Wyclef Jean, David Guetta, Rami Yacoub, Jennifer Lopez, William Orbit, Astrid S, Alexandra Burke och svenska artister som Andreas Kleerup, Daniel Boyacioglu, Loreen, Agnes, Zara Larsson, Sabina Ddumba, Daniel Adams-Ray, Petra Marklund, Marcus Price, Oskar Linnros och Petter.
Hon har även skrivit musik till film och nominerades 2015 till en Roy för "Bästa musik till reklamfilm"., då för låten "Business like a Swede" där man även kunde höra henne rappa på engelska. Diaz har även komponerat musik till reklamfilm för Vision, Volvo och Harman Kardon. Hon var en av låtskrivarna bakom låten "Carry on" till en av Volvos reklamfilmer med Sabina Ddumba och Andreas Kleerup.
2015 flyttade Diaz tillbaka till Sverige från London, efter närmare 15 år utomlands. Efter att i åratal ha kämpat med ångest, depression och sin ovilja att själv stå i rampljuset, bestämde hon sig 2015 för att även satsa på en egen artistkarriär med låtar för första gången skrivna på svenska.
Singeln "Fyll upp mitt glas nu" släpptes den 30 oktober 2015. "Starkare", den andra singeln, släpptes den 25 januari 2016. Debut-EP:n Lyssna del 1 släpptes den 3 februari 2016 på egna etiketten WINWIN Recordings med licensavtal till Sony Music. Den 21 oktober 2016 släpptes EP:n "Lyssna del 2". Under 2016 samarbetade Ana Diaz med artisten Abidaz på hans album "Respektera hungern", på låten "Ghettofåglar". 
"Lyssna del 1" och "Lyssna del 2" möttes av positiva recensioner och Diaz nominerades till P3 Guld i kategorin "Årets nykomling" samt till Grammis i kategorierna "Årets kompositör" och "Årets nykomling". Hon turnerade Sverige runt bland annat på Way Out West-festivalen och Popaganda. 
2017 gav skivbolaget Neon Gold ut debut-EP:n "EP1" med projektet Snow Culture, en duo bestående av Ana Diaz och Oskar Sikow. Snow Culture mottogs väl i amerikansk press och musiken har använts i serier på både Netflix och HBO. Samma år deltog Ana i SVT:s program Jills veranda. I avsnittet behandlades öppenhjärtigt ämnen som psykisk hälsa, högkänslighet och kreativitet. 2017 släppte Oskar Linnros låten "Wifi remix", där han gästades av Ana Diaz och Jireel. 
2018 gav Petter ut låten "Ikväll" feat. Ana Diaz. Samma år var Diaz artisten i musikdokumentären Harman Kardon Reflections, där tittarna kunde följa hennes samarbete med producenten J.Views. I filmerna reste de två musikerna runt i en Volvo XC40 till tre städer i Europa (Amsterdam, Berlin och Stockholm) för att undersöka musik- och kulturscenen parallellt med att komponera en låt per stad. 2018 samarbetade Diaz med Gaute Storaas och skrev musik till filmen Halvdan Viking, filmmusik som också blev  Guldbaggenominerad.
År 2020 var hon en av de tre värdartisterna i TV4:s Så mycket bättre. 2021 medverkade hon i SVT:s program om utbrändhetsproblematik, Aldrig mera utbränd, där hon berättar om hanteringen av de utbrändhetsproblem hennes höga arbetstakt efter hand lett till.

## Diskografi
Album
- 2016 – Lyssna del 1 (WINWIN Recordings/Sony Music)
- 2016 – Lyssna del 2 (WINWIN Recordings/Sony Music)
- 2020 – Tröst och vatten (WINWIN Recordings/Sony Music)

Singlar
- 2015 – "Fyll upp mitt glas nu" (WINWIN Recordings/Sony Music)
- 2016 – "Starkare" (WINWIN Recordings/Sony Music)
- 2016 – "Jag kan låta mätaren gå Stress Remix feat. Abidaz" (WINWIN Recordings/Sony Music)
- 2016 – "Nästan där" (WINWIN Recordings/Sony Music)
- 2016 – "Det var du" (WINWIN Recordings/Sony Music)